# Полёт (мультфильм)
«Полёт» — советский мультипликационный фильм Рейна Раамата, снятый в 1973 году на студии «Таллинфильм».
«Полёт» — это фильм символический, предельно обобщенный, рассказывающий о вечном, неудержимом стремлении человека ввысь и в прямом и в переносном смысле — и в просторах вселенной и в безграничных далях его собственной мечты и фантазии.

## Сюжет
Человек просыпается и видит улетающую вверх пушинку одуванчика. Держась за неё, он взлетает всё выше и выше, но пушинка вырывается из рук за пределами атмосферы. Тогда он начинает изобретать разные смешные летающие устройства в стиле XIX века, которые все разбиваются. В конце концов у него получается самолётик, способный следовать за пушинкой, при этом он превращается сначала в реактивный самолёт, а затем в ракету и, наконец, выходит в космос. Там человек в скафандре продолжает свой полёт в бесконечность за пушинкой-мечтой.

## Фестивали и награды
- 1973 — МКФ в Загребе («Лучший короткометражный фильм»)[2]
- 2011 — Фильм участвовал в ретроспективе эстонской анимационной классики «МультФЭст» (Москва, к/т «Художественный»)[3].
- 2012 — МКФ в Фредрикстаде (Норвегия), режиссёр фильма Рейн Раамат удостоен премии за Личный вклад в кинематограф: «За дело всей жизни», в список отмеченных премией фильмов включен фильм «Полёт»[4].

## Создатели
| режиссёр             | Рейн Раамат      |
| сценарист            | Пауль-Эрик Руммо |
| художник-постановщик | Аво Пайстик      |
| художник             | Айме Винт        |
| оператор             | Арви Ильвес      |
| композитор           | Р. Раннап        |
| звукооператор        | Тойве Эльме      |